# Медвей (річка)
Медвей (англ. Medway) — річка в Південно-Східній Англії. Бере витік у Високому Заході, Сассекс і протікає через Тонбрідж, Мейдстоун та конвурбацію Медвей у Кенті, перед тим, як впасти в лиман Темзи поблизу Шернесса, загальна відстань у 70 миль (113 км). Близько 13 миль (21 км) річки лежить в Сассексі, а решта знаходиться в Кенті.
Має водозбір площею 930 квадратних миль (2,409 км кв), що є другим за величиною на півдні Англії після Темзи. Карта навпроти показує лише основні притоки: більш детальна карта показує розгалужену мережу менших потоків, що впадають у головну річку. Ці притоки піднімаються з пунктів вздовж Північних Даунз, Лісу Вілда та Ешдауну.

## Навігація
До 1746 року судноплавство по річці починалося тільки нижче Мейдстону, з цієї точки в кожному населеному пункті біля річки був свій причал. Серед вантажів, що перевозилися, були переважно зерно, різні корми, фрукти, камінь і деревина.

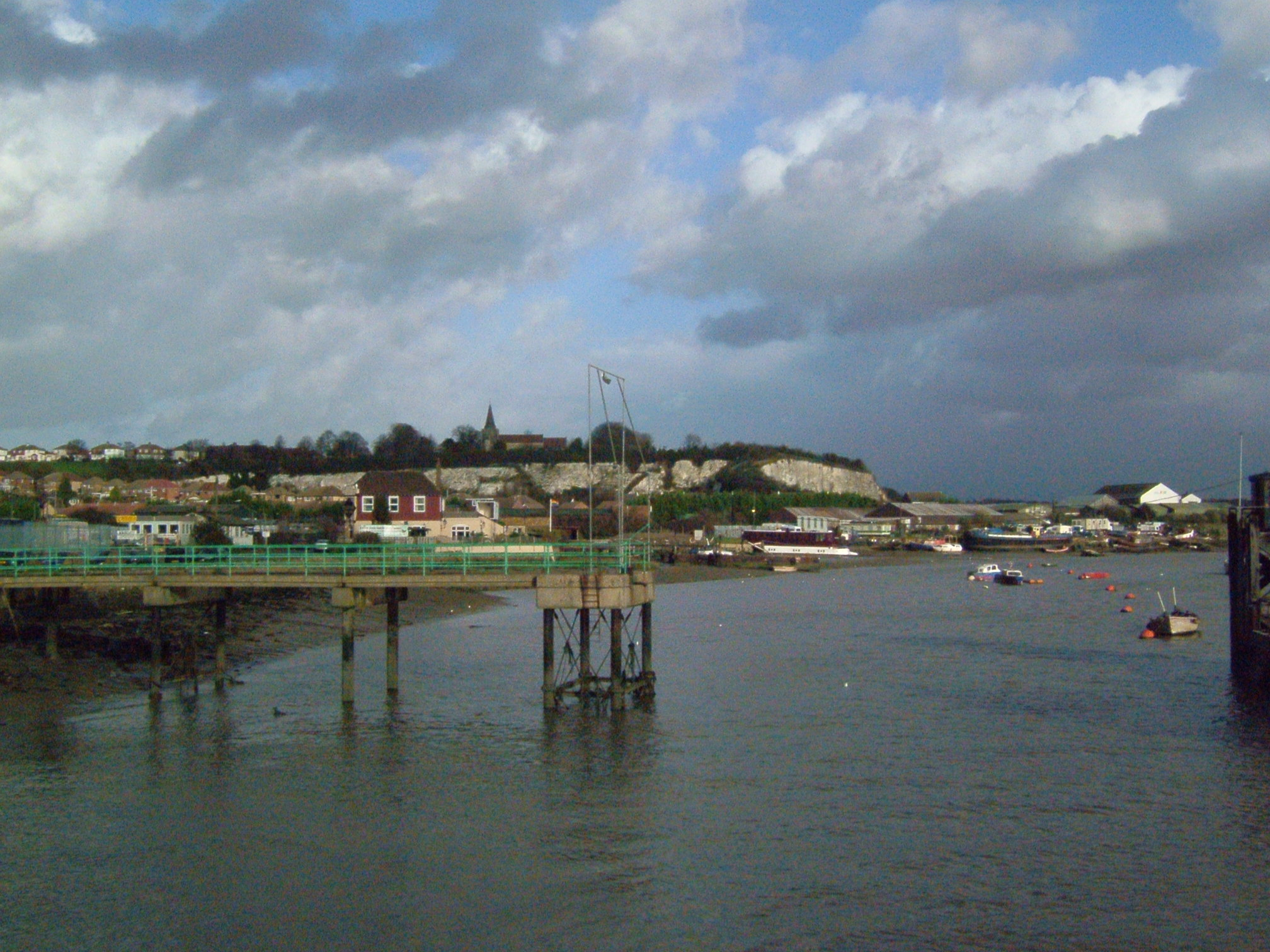
Над колишнім входом у канал Темзи та Медвей

Після поліпшення каналів у 1746 році по річці могли пройти баржі водотоннажністю 40 тонн і досягти Іст Фарлі, Ялдінга і навіть Тонбридж. У 1828 році канал був розширений до села Лі. На річці розташовані 11 шлюзів: нижній, відкритий в 1792 році, знаходиться в Аллінгтоне, далі розташовані шлюзи в Іст Фарлі, Тестоні, Хемпстед Лейн, покинутий шлюз в Стонхемі, шлюз Слуіс Вейр, шлюз Оак Уіер, східний шлюз, шлюзи в Портері, Елдрідж і міський шлюз в Тонбріджі. Приймають судна довжиною до 24 м (80 футів), шириною до 5,5 м (18 футів) і осадкою до 1,2 м (4 фути). Мілководна точка знаходиться трохи нижче шлюзу Слуіс Вейр, який періодичнозамулюється після сильних дощів.
Далі Пенсгерста можуть пройти тільки дрібні судна, такі як каное.

## Історія
По всій довжині річки Медуей археологами виявлено безліч стародавніх споруд, що відносяться до кам'яної доби, які утворили цілу групу — «Медуейські мегаліти», серед яких, так званий Будинок Кітс-Коуті. Також виявлені кубки та прикраси бронзової доби, місця поховання та інші знахідки залізної доби. Були знайдені і сліди перебування римлян і ютів.
Два військових дій були названі в честь річки: Битва Медуей (43 рік н. е.) Під час римського вторгнення в Британію, а інша — Рейд на Медуей, відбулася в 1667 році під час другої англо-голландської війни.
У 1824 році завершено будівництво каналу між Темзою і Медуей, що зв'язує Струд і Грейвсенд, але після будівництва південно-східній залізниці в 1849 році експлуатувався рідко. Західна частина каналу використовувалася до 1934 року.
У 1942 році в рамках операції «Плутон» на річці Медуей пройшли випробування підводного нафтопроводу. У разі успіху передбачалося прокласти трубопровід по дну Ла-Маншу між Англією і Францією з метою забезпечити війська антигітлерівської коаліції паливом під час вторгнення до Франції.